# Rhyacophila azumaensis
Rhyacophila azumaensis är en nattsländeart som beskrevs av Kobayashi 1973. Rhyacophila azumaensis ingår i släktet Rhyacophila och familjen rovnattsländor. Inga underarter finns listade i Catalogue of Life.